# مؤسسه کردی پاریس
مؤسسه کُردی پاریس یا انستیتوی کُرد پاریس (فرانسوی: Institut kurde de Paris; کردی: ئینستیتیوتی کوردیی پاریس/Enstîtuya kurdî ya Parîsê‎) یک مؤسسه کُردی در فرانسه است که در سال ۱۹۸۳ میلادی در پاریس پایتخت فرانسه تأسیس شده است. این مؤسسه در فوریه ۱۹۸۳ میلادی توسط تهیه‌کننده فیلم ییلماز گونی و شاعری کرد به نام جگرخون تأسیس شد و بر زبان، فرهنگ و تاریخ کردی تمرکز دارد. این مؤسسه یکی از مراکز آموزشی اصلی زبان‌های کردی در اروپا است.